# Grand-duc du Sahel
Bubo cinerascens
Espèce
Statut de conservation UICN

 LC  : Préoccupation mineure
Statut CITES
Le Grand-duc du Sahel ou Grand-duc vermiculé (Bubo cinerascens) est une espèce d'oiseaux de la famille des Strigidae.

## Répartition
Cet oiseau fréquente la partie nord de  l'Afrique subsaharienne.